# Milorad Arsenijević
Milorad Arsenijević (Semêndria, 6 de junho de 1906 — Belgrado, 18 de março de 1987) foi um futebolista e treinador de futebol sérvio. Ele nasceu em Semêndria e jogou na maior parte da sua carreira no OFK Beograd. Chegou a ser convocado para disputar a Copa do Mundo de 1930. Jogou 52 vezes pela Iugoslávia e depois de se aposentar, chegou a ser técnico da Iugoslávia, inclusive na Copa do Mundo de 1950.

### Dados Pessoais
Milorad Arsenijević (em cirílico sérvio: Милорад Арсенијевић) nasceu em 6 de junho de 1906 em Smederevo e faleceu em 18 de março de 1987 em Belgrado, aos 80 anos.

### Carreira como Jogador

#### Início e Clubes
Arsenijević cresceu em Šabac e começou a jogar futebol aos 14 anos nas categorias de base do FK Mačva Šabac, clube local onde posteriormente estreou no time principal. Após completar o ensino médio, mudou-se para Belgrado para continuar os estudos e ingressou no BSK Belgrade, um dos clubes dominantes do futebol iugoslavo da época, onde passou o resto de sua carreira como um dos principais defensores.

#### Posição e Estilo de Jogo
Inicialmente jogou como ponta direita por apenas 2-3 partidas, mas foi reposicionado como meio-campista (half), posição na qual permaneceu até o fim da carreira. Arsenijević era conhecido por ser um jogador racional, que priorizava o trabalho em equipe em vez de destacar-se individualmente.

#### Seleção Nacional
- Olimpíadas de 1928: Foi parte da equipe iugoslava nos Jogos Olímpicos de Amsterdã em 1928;
- Copa do Mundo de 1930: Participou da primeira Copa do Mundo FIFA no Uruguai;
- Estreou pela seleção em 10 de abril de 1927 numa partida amistosa contra a Hungria (derrota por 3-0) em Budapeste;
- Sua última partida internacional foi em dezembro de 1936, num amistoso contra a França em Paris.

### Carreira como Treinador

#### Seleção Iugoslava
Após encerrar a carreira como jogador, tornou-se técnico da seleção iugoslava na Copa do Mundo de 1950 no Brasil. Arsenijević foi a primeira pessoa na história a atuar tanto como jogador (1930) quanto como técnico (1950) em Copas do Mundo.
Foi seletor da seleção nacional em três períodos diferentes entre 1946 e 1954, ora individualmente, ora como membro de comissões técnicas ao lado de outros como Aleksandar Tirnanić e Leo Lemešić Montevideo. É considerado o criador da famosa equipe olímpica de 1952, embora Tirnanić frequentemente receba o crédito por esse feito.

#### Clubes
Após a Copa de 1950, treinou por um longo período o FK Železničar Beograd, clube da divisão inferior de Belgrado.

### Vida Acadêmica e Profissional
Além do futebol, Arsenijević era professor universitário. Lecionou na Faculdade Eletromecânica e posteriormente na Faculdade de Transportes, onde escreveu dois livros e vários trabalhos científicos. Tinha talento especial para idiomas, dominando alemão (quase como língua materna), francês, húngaro, russo e romeno, além do servo-croata.